# Zeitkorrelierte Einzelphotonenzählung
Unter zeitkorrelierter Einzelphotonenzählung (englisch time-correlated single photon counting, TCSPC) versteht man eine Technik zur Messung sich zeitlich schnell ändernder (Picosekundenbereich) Lichtintensitäten.
Hauptanwendung ist die Messung der Fluoreszenzlebensdauer und darauf aufbauender Techniken wie die Fluoreszenzlebensdauer-Mikroskopie (engl. fluorescence lifetime imaging microscopy, FLIM). Aber auch die Analyse des zeitlichen Verhaltens von gepulsten oder modulierten Lichtquellen ist damit möglich, bis hin zur Charakterisierung von umlaufenden Elektronenpaketen in Speicherringen von Synchrotronen anhand der abgegebenen Synchrotronstrahlung.

Schematische Darstellung der Entwicklung eines TCSPC-Histogramms während der Messung eines Fluorophors mit monoexponetieller Fluoreszenzlebensdauer (Anregungspuls trifft das Fluorophor bei ca. 4 ns; oben: logarithmische Darstellung)

Zur Messung der Fluoreszenzlebensdauer werden mittels einer gepulsten Lichtquelle (z. B. Laser oder Blitzröhre) die zu untersuchenden Fluorophore angeregt. Die Zeitmessung wird durch den Anregungspuls gestartet und das beim Übergang vom angeregten Zustand in den Grundzustand emittierte Photon stoppt die Messung. Die Messung wird vielfach wiederholt und die einzelnen zeitlich korrelierten Photonen (in Bezug zum Anregungspuls) werden entsprechend ihrer gemessenen Zeit in ein so genanntes TCSPC-Histogramm einsortiert. Dieses besitzt typischerweise eine zeitliche Kanalauflösung bzw. Klassenbreite von ca. 1 bis 50 ps  und gibt den exponentiellen Abfall der Fluoreszenzintensität nach der Anregung wieder.
Die Fluoreszenzlebensdauer kann je nach verwendeter Messtechnik im Zeitbereich (engl. time domain) oder im Frequenzbereich (engl. frequency domain) bestimmt werden, wobei die zeitkorrelierte Einzelphotonenzählung die am häufigsten verwendete Methode im Zeitbereich darstellt.